# Mittelhamster
Die Mittelhamster (Mesocricetus) sind eine Gattung der Säugetiere aus der Unterfamilie der Hamster (Cricetinae). Die Verbreitung der Gattung ist auf Südosteuropa und Vorderasien beschränkt. Sie umfasst vier Arten, von denen der Goldhamster die bekannteste ist.

## Merkmale
Alle Arten sind deutlich kleiner als der auch in Mitteleuropa heimische Feldhamster. Es handelt sich um gedrungene Hamster mit kurzen Beinen und kleinen Füßen, relativ großen Ohren und Backentaschen und einem sehr kurzen Schwanz. Die Kopf-Rumpf-Länge beträgt 120–280 mm und die Schwanzlänge 13–39 mm. Die Tiere wiegen 80–320 g. Alle Arten haben mindestens an den Seiten des Hinterkopfes schwarze Zeichnungen. Die Weibchen besitzen 7–11 Paare Milchdrüsen. Es sind 16 Zähne vorhanden, die Zahnformel ist 1/1, 0/0, 0/0, 3/3.

## Verbreitung und Lebensraum
Die Gattung ist auf Südosteuropa und Vorderasien beschränkt; zwei der vier Arten haben sehr kleine Verbreitungsgebiete. Mittelhamster sind überwiegend Bewohner von kargen Steppen, besiedeln aber auch Wiesen und Äcker.

## Systematik
Die Gattung umfasst vier Arten:
- Türkischer Hamster (Mesocricetus brandti) – Türkei, südlich des Kaukasus in Armenien, Georgien und Aserbaidschan sowie Nordwesten des Iran, außerdem eine isolierte Population im nördlichen Kaukasus im Süden Dagestans
- Goldhamster (Mesocricetus auratus) – Umgebung von Aleppo.
- Schwarzbrusthamster (Mesocricetus raddei) – Nordhänge des Kaukasus und vorgelagertes Tiefland.
- Rumänischer Hamster (Mesocricetus newtoni) – östl. Rumänien und nördl. Bulgarien.

## Lebensweise
Mittelhamster sind dämmerungs- und nachtaktiv. Die Tiere sind Einzelgänger und legen tiefe Erdbaue mit Schlaf- und Vorratskammern an. Sie sind Allesfresser, die Nahrung besteht aus grünen Pflanzenteilen, Sämereien, Früchten, Wirbellosen und gelegentlich kleinen Wirbeltieren. Alle Arten halten Winterschlaf.